# ジェイミン・オリヴェンシア
ジェイミン・オリヴェンシア（Jamin Olivencia、1985年8月7日 - ）は、アメリカ合衆国のプロレスラー。ニューヨーク州バッファロー出身。TNA傘下のOVW所属。

## 来歴
2003年8月16日、ESW（Empire State Wrestling）にてベンジャミン·スマイスとのシングルマッチにおいてJマン（J-Man）なるリングネームでプロレスラーデビューを果たす。12月にはRハズとニューシティ・タグスなるタッグチームを結成して活動。
2005年より現在でも主戦場としているWWE傘下の団体であるOVWに入団。本名名義で長期間トレーニングとハウスショーを中心として活動するが、2007年よりTJダルトンとタッグを組んでテレビショーに出場するようになり、8月1日にOVW南部タッグ王座を保持するジェームス・ボーイズ（KCジェームス & キャシディー・ジェームス）に挑戦し、OVW南部タッグ王座を奪取した。
2008年2月7日、OVWがWWEとの提携を解消することになるが、オリヴェンシアはOVWに残留し、活動していくことを決意。独立後のOVWでは中心レスラーの一人として活躍し、OVW TV王座を8回獲得。
他団体にも参戦し、2010年7月13日にはWWE・Superstarsにマット・クロスとタッグを組んでヴァンス・アーチャー & カート・ホーキンスと対戦。また、TNAやROH、AWE（Awesome Wrestling Entertainment）などの団体に出場している。
2013年2月、OVWヘビー級王座を保持するダグ・ウィリアムスと王座を巡って抗争し、3月2日に王座戦を行いウィリアムスに勝利し、OVWヘビー級王座を獲得した。
9月20日、WWEのSmackDownにジョバーとして出場し、ライバックと対戦するも秒殺にされてしまった。

## 得意技
スタンディング・O
ジャンピング・ギロチンDDT
フロントネックロックを仕掛けるように手をまわし、そのまま相手の胴体を両足で挟み込むように飛びつきながら極めるDDT。
コーナー最上段で仕掛けるダイビング式で決めるバージョンも使用。
サザンクロス・スプラッシュ
自らトップロープ最上段から飛び上がると同時に左方向へ水平回転し、フロッグ・スプラッシュの要領で体を伸び縮みさせながら、自らの体重を浴びせて相手の体の上に落下する。
ジャンピング・ニーパット
ドロップ・キック
フライング・エルボードロップ
スクープスラム
ミサイルキック

## 獲得タイトル
OVW
- OVWヘビー級王座 : 2回
- OVW南部タッグ王座 : 1回

w / TJダルトン
- OVW TV王座 : 8回